# Liste der Ehrendoktoren der Technischen Universität Graz
Die Liste der Ehrendoktoren der Technischen Universität Graz listet alle Personen auf, die von der Technischen Universität Graz die Doktorwürde ehrenhalber verliehen bekommen haben, chronologisch sortiert nach dem Jahr der Verleihung.

## Ehrendoktorate

### Technische Hochschule Graz (Verleihungen 1907 bis 1974)
- 1907: Karl Scheidtenberger
- 1911: Josef Hannack, Georg von Hauberrisser, Fritz Passini, Karl Pichelmayer, Franz Prášil, Alois Riedler, Karl Johann Wagner
- 1923: Franz Brunner, Friedrich Ohmann
- 1925: Ludwig Dürr, Hugo Eckener
- 1928: Carl Auer von Welsbach, Karl Mayreder, Hans Molisch, Karl Pfenninger, Richard Zsigmondy
- 1930: Johann Schober
- 1937: Friedrich Emich, Emil Flatz, Nikola Tesla
- 1938: Alexander Fieber
- 1948: Franz Fattinger, Johan Arvid Hedvall, Abraham Joffé, William David Jones, Louis Néel, Richard Neutra, Paul Schwarzkopf, Luis Zuegg
- 1949: Karl Holey
- 1950: Josef Stiny
- 1952: Clemens Holzmeister
- 1953: Anton Ammann
- 1954: Karl Freudenberg, Wilhelm Rösche
- 1955: Karl Girkmann
- 1956: Wilhelm Leukert
- 1956: Karl Widdmann
- 1959: Ragnar Holm, Heinrich Jakopp, Konrad Sattler
- 1960: Karl Ledersteger, Franz Leitner, Karl Neumaier
- 1961: Herbert von Pichler, Heinz Rasworschegg
- 1962: Otto Karl Fröhlich, Ferdinand Martin, Carl Rind, Karl von Terzaghi
- 1963: Hans List, Robert Schwarz
- 1964: Hans Paul Kaufmann, Friedrich Johann Scheuer, Karl Wanke
- 1965: Ladislaus von Rabcewicz
- 1966: Max Kneissl
- 1967: Erwin Pawelka
- 1968: Hans Malzacher
- 1969: Anselm Franz
- 1972: Antal Tärczy-Hornoch
- 1973: Herbert Bayer, Harald Lauffer, Karl Rabus
- 1974: Helmut Schleicher

### Technische Universität Graz (ab 1975)
- 1976: Gottlob Bauknecht, Franz Mitterbauer, Ottokar Patzl, Emmerich Satzger, Josef Theurer
- 1977: Hanns Koren, Friedrich Kurth, Antonio Marussi, Viktor Herbert Pöttler, Stefan Soretz
- 1978: Alfred Böhm, Gustav Ospelt
- 1980: Ulrich Wannagat, Georg Zaar
- 1981: Otto Kratky
- 1982: Wilhelm Gauster-Filek, Martin Hilti, Torben Krarup
- 1984: Hermann Oberth, Ernst Urs Trüeb
- 1985: Ludwig Musil, Roald Sagdeev
- 1986: Walter Holzer
- 1988: Karl Bammert, Arne Bjerhammar, Edvard Ravnikar
- 1989: Karl Kussmaul, Margarete Schütte-Lihotzky
- 1992: Hellmut Fischmeister, Hans-Peter Moser, Wolfgang Pircher
- 1994: Nissim Calderon, Franz Pischinger
- 1996: Georges Balmino, Edmund Hlawka, Charles William Trowbridge (Bill)
- 1999: Karl Gertis, Walter Hans Graf, Roland Käfer, Arto Salomaa
- 2001: Herman P. Schwan
- 2002: Anna-Lülja Praun
- 2003: Adolf Josef Kachler
- 2004: Richard E. Goodman
- 2005: Peter Mitterbauer, Heinrich von Pierer, Rainer Rummel
- 2006: Knut Consemüller, Herbert Edelsbrunner
- 2007: Wolfgang Hauschild, Otto Zich
- 2008: Hans M. Schabert, Jürgen Stockmar
- 2009: Eberhard Lemke
- 2010: Ibrahim Abouleish, Carl Djerassi
- 2011: Wolfgang Förstner
- 2013: Werner Sobek[1]
- 2016: Werner Hanke[2]
- 2022: Corinna Bath, Friedrich Gesztesy, Gerhard Stark, Stefan Thomke,[3] Helga Kromp-Kolb[4]
- 2024: Karla Kowalski und Eilfried Huth[5]